# Daltonplanen
Daltonplanen, The Dalton Laboratory Plan, är en arbetsskolebetonad undervisningsmetod, uppkallad efter staden Dalton i Massachusetts, där den omkring 1920 först ingående prövades.
Daltonplanens förste upphovsman torde ha varit seminarierektorn i San Francisco, F. Burke, som i samarbete med sjöofficerare införde den i den amerikanska marinen vid undervisningen av manskapet.
Helen Parkhurst utformade sedan självständigt Burkes idéer under mycket omfattande försöksverksamhet i San Franciscos, Tacomes och Daltons skolor. Enligt hennes åsikter ska läraren vara hjälpare och inte pådrivare, den tillfrågade och inte den frågande. Därför bör den vanliga klassundervisningen med frågor och svar i största möjliga utsträckning ersättas med individuellt arbete under lärarens ledning.

## Grundprinciper
Daltonplanen bygger på tre grundprinciper:
- frihet för eleven att under ansvar arbeta självständigt i enlighet med sina intressen,
- rätt till samarbete med kamrater både i skolarbetet och vid fritidssysselsättning,
- individualisering av fostran och undervisning i överensstämmelse med elevens anlag och behov.

Enligt planen är den muntliga undervisningen inskränkt till 12,5 timmar per vecka, då eleverna är uppdelade i åldersgrupper med relativt vid marginal, medan 15 veckotimmar är anslagna till fritt individuellt arbete. Detta bedrivs i s. k. laboratorier, det vill säga specialrum med riklig utrustning av böcker, kartor, apparater etc. för arbetet med ifrågavarande ämne.
I varje laboratorium är en ämneslärare tillgänglig för att hjälpa eleverna till rätta. Dessa har frihet att gå till vilket ämnesrum som helst, men de måste arbeta enligt ett av skolledningen utarbetat kontrakt, vilket anger vad som genomgås under ett år, och först när kontrakten i samtliga ämnen blivit uppfyllda, får eleven börja arbeta på nästa års kurs i något ämne.
Årskurserna är sedan uppdelade i kurser för var och en av läsårets tio månader (assignments) och dess i sin tur i enheter för varje dag (units). Till varje sådan enhet finns mycket instruktiva arbetsanvisningar, och då eleven fullgjort ett eller flera beting, kan han lämna sitt arbete till granskning eller anmäla sig till förhör, varvid läraren har att anteckna resultatet, dels på elevens kontrollkort (scholar’s graph card), dels i ett ämnesregister för samtliga elever (teacher’s subject register).

## Daltonplanens fördelar och nackdelar
Fördelarna med Daltonplanen anses vara 
- att eleverna lär sig arbeta självständigt och målmedvetet,
- att de kan arbeta i överensstämmelse med sitt individuella tempo,
- att de får syssla med just det som för tillfället intresserar dem,
- att de har större frihet och kan skaffa sig överblick över större delar av kursen i ett visst ämne,
- att de mera begåvade eleverna ej behöver spilla tid på onödiga repetitioner och därför hinner längre, medan de mer hjälpbehövande får mera tid på sig,
- att disciplinproblem blir lättare att lösa och elevernas sociala anpassning bättre så att hemarbetet avsevärt kan minskas.

Nackdelarna med Daltonplanen framhålls vara
- att framtagningen av arbetsanvisningar, granskning av elevernas skriftliga arbeten (arbetsböcker) och registrering av deras prestationer är ganska tyngande för lärarna,
- att mindre begåvade eller lata elevers arbetsprestationer ej sällan blir otillfredsställande,
- att barn i många fall har svårt att självständigt planera och fördela tiden, samt
- att övningen i muntlig framställning blir eftersatt.

Daltonplanen har i olika varianter ofta tillämpats inte enbart i grundskolan utan även högre skolor i många länder. Särskilt i England utvecklades den vidare av medlemmar i sällskapet The Dalton Association.

## Exempel på nordiska skolor som följt Daltonplanen
- Zillen (Tölö svenska samskola), Helsingfors